# Institut Michel-Villey pour la culture juridique et la philosophie du droit
L’Institut Michel-Villey pour la culture juridique et la philosophie du droit est un centre de recherches, rattaché à l’Université Paris-Panthéon-Assas. Il a pris la suite, le 1er janvier 1998, du Centre de philosophie du droit, longtemps dirigé par Michel Villey.

## Description
L'Institut est dirigé par Olivier Beaud, qui a succédé à la fin de l'année 2006 à Stéphane Rials, devenu président honoraire. 
Les membres de l’Institut Michel-Villey sont essentiellement des enseignants-chercheurs. Ils participent, par leurs publications et leurs communications, à une réflexion philosophique, historique et politiste sur le droit. 
L’Institut participe à la formation des étudiants en lien avec le Master 2 recherche Philosophie du droit et Droit politique (ancien DEA de Philosophie du droit), de l’université Paris-II, lesquels étudiants sont aussi rattachés au "Centre d'études constitutionnelles et politiques" (CECP) de l'université Paris-II. Il organise régulièrement des colloques, dont les actes paraissent depuis 2009 chez Dalloz, ainsi que des séminaires de recherche.